# Радіогірка (мис)
44°37′42″ пн. ш. 33°31′11″ сх. д. / 44.62833° пн. ш. 33.51972° сх. д.
Мис Радіогірка (крим. Radioğirka) — приморський мис на північній стороні Севастополя. Розділяє Костянтинівську бухту та бухту Матюшенка. Розташований на однойменному пагорбі.
Раніше мис також називався Нахімовською батареєю та Магдалінківкою. Перша назва пов'язана з місцевою батареєю, що стала носити ім'я Нахімова після його смерті. До революції 1917 район мису був відомий розважальними закладами — звідси Магдалінківка.